# Língua mali (Índia)
A língua Mali da Índia é uma língua dravídica falada em áreas dos distritos de Visakhapatnam, Vizianagaram e Srikakulam de Andhra Pradesh, Índia por cerca de 30 mil pessoas (Censo 2001). Seus falantes se dividem em sete sub-grupos tribais: Khandya Mali, Pondra Mali, Thagoor Mali, Kosalya Mali, Pannavi Mali, Sorukava Mali e Donguradiya Mali.

## Escrita
Recentemente, uma escrita própria para o Mali (alternativa ao Telugu) foi desenvolvida pela professora S. Prasanna Sree da Universidade de Andhra, Visakhapatnam, Andhra Pradesh. Prasanna Sree desenvolveu escritas com base em escritas indianas já existentes para certos sons comuns a outras línguas locais, porém com diferentes conjuntos de caracteres para cada uma das línguas relacionadas, tais como o bagatha, o jatapu, o kolam, o konda-dora, o porja, o koya, ogadaba, o kupia, o kurru, Lambadi e outras.
- Possui 12 sons vogais com símbolos para vogais que, conforme a simbologia, podem ser isoladas (no início da sílaba) ou conjuntas: a aa e ee u uu ae aaae i o oo ou aum auh
- e 18 sons consonantais, que podem ser curtos ou longos (símbolos diferenciados): ka gha gna cha já ta da tha dha na pa bha ma ya ra la va sa ha